# Макинак (пролив)
Протока Макинак (на английски: Straits of Mackinac) е тесен воден път в САЩ в щата Мичиган, разположен между долната и горната част на Полуострова. Протока Макинак свързва двете Големи езера, Мичиган и Хюрън. Протока е с дължина 8 km и дълбочина 37 m. Хидрологически двете свързани езера могат да се счита за едно, което се нарича езерото Мичиган – Хюрън. Исторически областта около пролива е известна на хората от племето отава като Мичилимакинак.

## История
Протока Макинак е най-големият воден път, който осигурява преминаването на суровини и готова продукция и за свръзка между железните рудници в щата Минесота и завода за стоманени изделия в Гери, Индиана. Преди железопътните линии да достигнат Чикаго от изток, повечето имигранти, пристигат в Средния Запад и големите равнини на кораби по Големите езера. Протока е пет мили (8 км) широк в най-тясното си място, където е построен моста Макиноу. Преди построяването на моста, фериботи превозват автомобили и хора през протока. Днес само пътнически фериботи, превозват хора от остров Макинак, които не са предназначени за автомобили. Посетителите могат да транспортират своите превозни средства на автомобилен ферибот до остров Бойс Бланк.
Островите в протока Макинак включват двата най-големи острова Бойс Бланк и Макинак, и два от които са необитаеми: Роунд и Св. Елена. Със своите 11 mi (18 km) дължина, Бойс Бланк е най-големият остров в протока.
Протока е достатъчно тесен и плитък, за да замръзва през зимата. Навигацията през него е целогодишна и през зимата се извършва с помощта на ледоразбивачи.
Протока е важен за индианците и търговията с кожи маршрут. На южната страна на пролива е разположен град Макиноу Сити, на мястото, където е бил старият Форт Мичилимакинак, основан през 1715 г., който сега е реконструиран. На северната страна се намира Сен Инас, френска католическа мисия за индианците, основана през 1671 година. Източната част на протока е контролирана от Форт Макинак, намиращ се на остров Макинак, който е Британска колониална и след това американска военна база и търговски център, основан през 1781 година.

## Днес
Протока днес се патрулира от Бреговата охрана на Съединените щати, базирана в Греъм Пойнт и Сен Инас. Плавателният канал през зимния лед се управлява от бреговата охрана на Големите езера с ледоразбивача USCGC Макиноу, базиран в Шебойган, близо до източния край на протока. Този кораб е в експлоатация от 2005/06.
По-голямата част от протока, разположена в щата Мичиган е известна като Зона на корабокрушенията в пролива Макинак. Това е част от крайбрежното пространство с обществен достъп, посветен на работниците и служителите, които са загинали на борда на лодки и кораби, потънали по този опасен воден път.